# Materijalna točka
Materijalna točka je idealizirano tijelo kojemu je ukupna masa koncentrirana u jednoj točki, misaona tvorevina kojom se, radi pojednostavnjivanja, u klasičnim fizikalnim tumačenjima nadomješta tijelo kad se pri ispitivanju njegova gibanja ne mora paziti na unutarnju građu i razlike između gibanja pojedinih njegovih dijelova i kad je svaka njegova dimenzija neusporedivo manja od ostalih prostornih dimenzija u razmatranom problemu.

## Primjeri

### Težište
Težište je materijalna točka u kojoj djeluje rezultanta sila što djeluju na neko tijelo ili sustav materijalnih točaka u polju sile teže; u toj točki može se zamisliti kao da je sabrana sva masa tijela, odnosno sustava materijalnih točaka. Ako kruto tijelo ima središte, os ili ravninu simetrije, njegovo se težište podudara s tim središtem ili leži na toj osi, odnosno u toj ravnini. U praksi se težište krutoga tijela određuje tako da se tijelo objesi u nekoj od svojih točaka; tada, u položaju ravnoteže, težište tijela leži na okomici ispod objesišta. Ako se to isto ponovi u nekoj drugoj točki tijela, težište će ponovno ležati na okomici ispod objesišta. Sjecište tako određenih okomica bit će težište tijela. Ako se tijelo ili sustav materijalnih točaka ne nalazi u polju sile teže, određuje se na sličan način središte mase, što je općenitiji pojam od težišta. Središte mase podudara se s težištem tijela ako je gravitacijsko ubrzanje konstantno i jednako u svim točkama tijela. Pravac u kojem djeluje težina tijela, a prolazi kroz njegovo težište, zove se težišnica. Tijelo, poduprto u težištu, nalazi se u ravnoteži. Težište tijela ne mora se nalaziti u samom tijelu, ono može biti i izvan tijela, na primjer kod prstena.

### Kosi hitac
Kosi hitac je složeno ili krivocrtno gibanje nastalo kada vektor početne brzine izbačenog tijela (obično projektil) zatvara oštri kut prema vodoravnoj ravnini. Putanja tijela ima oblik parabole s tjemenom na vrhu. Na izbačeno tijelo djeluje vektor kose početne brzine te ubrzanje zemljine sile teže. 
Hitac je izbačaj tijela u prostor i složeno gibanje koje nastane kada na izbačeno tijelo djeluje sila teža. Ovisno o smjeru vektora početne brzine prema sili teži, hitac može biti horizontalni ili vodoravni (gibanje materijalne točke koja je izbačena vodoravno u polju sile teže), okomiti (gibanje materijalne točke koja je izbačena u polju sile teže okomito prema gore ili prema dolje) i kosi (gibanje materijalne točke koja je izbačena u polju sile teže pod kutom prema vodoravnoj ravnini). Ako je otpor zraka zanemariv, putanja gibanja je parabola.